# Dog Food (ep)
Dog Food is een ep van de Amerikaanse band Mondo Generator.

## Tracklist
| Nr. | Titel                        | Schrijver(s)                 | Duur |
| --- | ---------------------------- | ---------------------------- | ---- |
| 1   | Dog Food (cover)             | Iggy Pop                     | 2:28 |
| 2   | Smashed Apart (akoestisch)   | Nick Oliveri                 | 2:49 |
| 3   | This Isn't Love (akoestisch) | Nick Oliveri                 | 2:50 |
| 4   | Green Machine (live)         | Brant Bjork                  | 3:40 |
| 5   | Endless Vacation (live)      | Dee Dee Ramone/Johnny Ramone | 1:34 |
| 6   | Bloody Hammer (live)         | Roky Erickson                | 3:05 |
| 7   | Dungaree High (live)         | Turbonegro                   | 2:58 |
| 8   | Pushed Aside (live)          | Trash Talk                   | 0:59 |

- Nick Oliveri – zang, akoestisch gitaar
- nummers 4-8 zijn live opgenomen tijdens de tour in Australië in 2010
- het nummer Dog Food is een cover van Iggy Pop. Dave Grohl, Happy-Tom en Marc Diamond spelen mee in dit nummer